# Full Force
Cet article concerne le festival. Pour le groupe homonyme, voir Full Force (groupe).
Le Full Force, anciennement With Full Force (abrégé WFF) jusqu'en 2018, est un festival allemand de heavy metal et punk rock, créé en 1994, et organisé à Löbnitz, près de Leipzig. Il accueille des groupes cotés sur la scène internationale metal et fait place aussi à des groupes locaux.

## Histoire

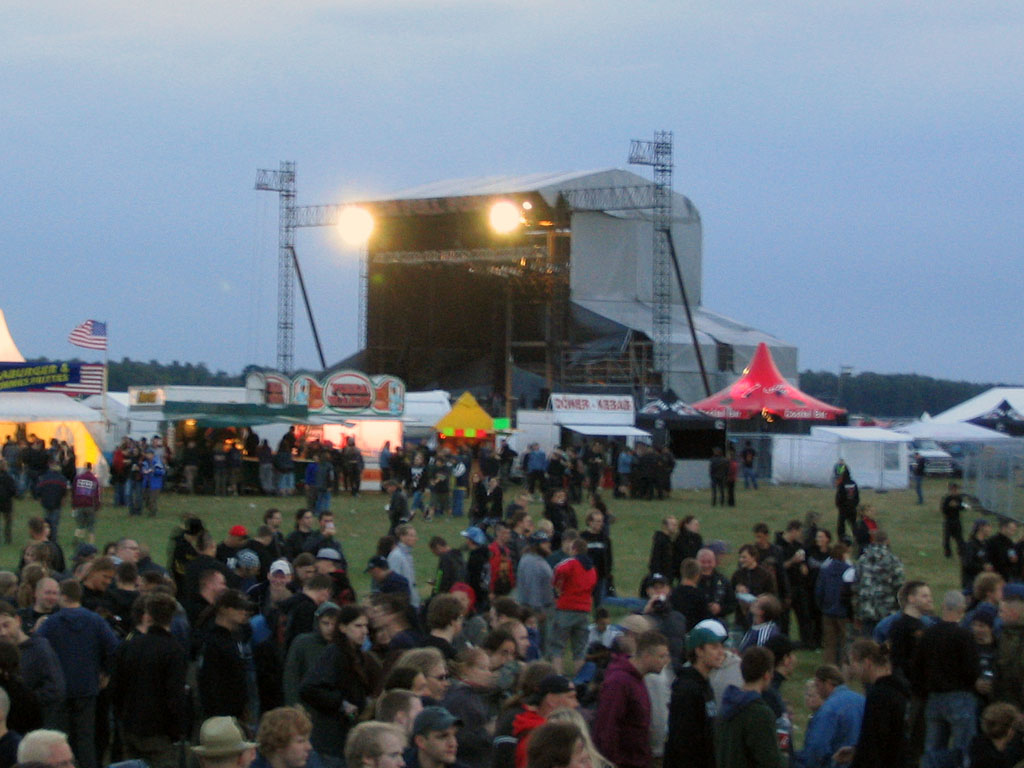
Scène principale lors de l'édition 2004.

Sur une « idée fixe », le premier With Full Force a lieu en 1994 dans le parc municipal de Werdau, les organisateurs citant le Dynamo Open Air comme modèle. L'événement accueille 2 500 visiteurs. Comme l'année suivante, le festival se déroule sur une seule journée. En raison de la forte augmentation du nombre de visiteurs, la troisième édition du With Full Force est déplacée en 1996 à l'aérodrome de Zwickau et se déroule pour la première fois sur deux jours. Après trois ans, le lieu est déplacé en 1999 à Roitzschjora, sur l'aérodrome de vol à voile local, où le festival a lieu chaque premier week-end de juillet jusqu'en 2016. Le co-organisateur Roland Ritter explique ce déménagement par les exigences des autorités concernant le volume sonore et la durée des concerts.
Entre 2002 et 2018, le festival est organisé par la société With Full Force Veranstaltungs GmbH, et depuis 2019 par la société Goodlive Festival GmbH.
Outre des groupes établis comme Iron Maiden, Rammstein, Marilyn Manson, Motörhead, In Extremo, Slayer, Machine Head, Soulfly, Hatebreed, Amon Amarth, Children of Bodom, In Flames, Sick of It All, Manowar, Agnostic Front et Slipknot, le festival est également une plateforme pour des groupes plus petits. Ainsi, pour le succès du groupe de metalcore thuringien Heaven Shall Burn, ses apparitions au festival sont un point important dans sa carrière. Outre la programmation musicale, le site accueille un marché de disques et de merchandising, une scène de karaoké ainsi que des événements de skateboard et de moto-cross freestyle. Lorsque les matchs de l'équipe nationale allemande de football tombent pendant l'événement, ils sont retransmis sur un écran géant, comme par exemple le match Allemagne-Argentine de la Coupe du monde 2010. De 2002 à 2010, un DVD live est publié chaque année, à l'exception de 2006, qui contient généralement une chanson par groupe se produisant.
En 2005, le festival accueille pour la première fois plus de 25 000 visiteurs (dont 5 000 visiteurs d'un jour). Le 18e With Full Force, qui se déroule du 1er au 3 juillet 2011, est le plus réussi de l'histoire du WFF, avec plus de 30 000 visiteurs.
Pendant l'édition de 2012, dans la nuit du 30 juin au 1er juillet 2012, à la suite d'un violent orage avec un vent de force 11, la foudre est tombée sur un mât d'éclairage à côté d'un bar à cocktails sur le terrain de camping. 69 festivaliers sont blessés, parfois grièvement, par la foudre. Le pronostic vital de trois d'entre eux était initialement engagé et des mesures de réanimation ont dû être prises. Le festival a repris le dimanche.
L'édition 2013 du festival suscite une grande controverse en amont, car elle prévoyait la présence de deux groupes controversés, Frei.Wild et Unantastbar. L'annonce de la présence de Frei.Wild déclenche rapidement des protestations sur les réseaux sociaux comme Facebook et incite le magazine musical Visions à publier un article d'opinion contre la présence du groupe. Finalement, Visions, Jägermeister et TätowierMagazin, entre autres, ont retiré leur soutien au festival,. En réaction, les deux groupes ont finalement annulé leur participation quelques jours plus tard,,.
Fin septembre 2018, les nouveaux organisateurs annoncent le changement de nom du festival de With Full Force à Full Force et une nouvelle orientation musicale plus large. Depuis 2019, le festival propose une diversité musicale sur quatre scènes désormais : Mad Max - scène principale, Medusa - scène de la plage/seconde scène principale, Hardbowl Stage - scène sous tente et Backyard stage - la « scène de l'arrière-cour » pour les nouveaux venus et les artistes insolites. Après deux ans de pandémie, le festival peut reprendre en 2022, et accueille 20 000 visiteurs.

## Programmations

### 1997–1999
- 1997 : Manowar, Rammstein, Type O Negative, S.O.D., Project Pitchfork, Sick of It All, Search A Surge, Agnostic Front, Biohazard, Tiamat, Obituary, Thumb, Samael, OOMPH!, Moonspell, Crematory, Dimmu Borgir, J.B.O., Sodom, Schweisser, Bolt Thrower, A.O.K, Humungous Fungus, Entombed, Think About Mutation, Dritte Wahl, Mands.
- 1998 : Slayer, Marilyn Manson, Paradise Lost, Suicidal Tendencies, Venom, Front 242, Blind Guardian, Savatage, Such a Surge, HammerFall, Knorkator, Stuck Mojo, Madball, 2wo, Cradle of Filth, Yuppicide, Covenant, Ryker's, Pyogenesis, Sheer Terror, Turbonegro, Hate Squad, J.B.O., Atrocity, Pro-Pain, Primal Fear, Vicky Vomit.

- 1999 : Ministry, Monster Magnet, Manowar, S.O.D., Sepultura, NOFX, 59 Times the Pain, Agnostic Front, Amorphis, Boiled Kilt, Children of Bodom, A.O.K, Beatsteacks, Bolt Thrower, Orgy, Die Schinder, Destruction, Discipline, Dritte Wahl, Enslaved, Grave Digger, Hypocrisy, Ignite, In Extremo, Immortal, Lagwagon, Mayhem, Metalium, Troopers, Mercyful Fate, Misfits, Moshquito, Oomph!, Painflow, Pitchshifter, Richthofen, H²O, Pro-Pain, Ryker's, Samael, Satyricon, Six Feet Under, Skyclad, Tanzwut, Theatre of Tragedy, Terrorgruppe, Temple of the Absurd, Totenmond.

### 2000–2005
- 2000 : Iron Maiden, Slayer, Cro-Mags, Machine Head, Agnostic Front, Search a Surge, Slipknot, 59 Times the Pain, Bombshell Rocks, Brightside, Blind Passengers, Earth Crisis, Bolt Thrower, Manos, Crushing Caspars, Cannibal Corpse, J.B.O., Daily Terror, Die Apokaliptischen Reiter, Desperados Feat. Tom Angelripper, U.S. Bombs, Dismember, Shelter, Dropkick Murphys, Ignite, The Almighty, Asphyx, Krisiun, Knorkator, Lousy, Think About Mutation, The Exploited, Goddess of Desire, Postmortem, Liberator, Sodom, Hard Resistance, Subway to Sally, Not Fun at All, The Business, Gorgoroth, Dark Funeral, Weissglut, Dirty Deeds, Entombed, Crasy Town, Farmer Boys, Pain, Miozän, Unebouded, Marduk, Viu Drakh, Madball, Voice of A Generation, Spermbird, Orphanage, Gluegifer, Angel Dust, OOMPHI, Barcode.

- 2001 : Judas Priest, Sick of It All, Motörhead, Soulfly, Suicidal Tendencies, Cradle of Filth, 4 in Tha Chamber, 4 Lin, Backfire, Belphegor, Brightside, Crack Up, Cathedral, Crematory, Destruction, Mad Sin, Disrespect, Crowbar, D.O.A, Devil Townsend, Die Happy, Ignite, Dickies, Fifty 50, Farmer Boys, Gluegifer, Gurd, Hangmen, Haggard, Holy Moses, Letzte Instanz, Hypnos, Emil Bulls, In Flames, Days of Grace, Mambo Kurt and the Bossa Bitches, M.O.D., Megadeth, Stampin' Ground, Napalm Death, Oxymoron, Nashville Pussy, Nevermore, Venerea, New Jersey Bloodline, Punishable Act, Rantanplan, Revolver, Pain, Six Feet Under, Vision, Ricker's, Savatage, Shelter, Shutdown, Voivod, Unleashed, Thumb, Tankard, Reach The Sky, The Bones, Zyklon, The Damned, Vader, Umbra et Imago, Zeromancer.

- 2002 : Slayer, Motörhead, Biohazard, Machine Head, Dead Kennedys, Agnostic Front, Dropkick Murphys, Halford, Marduk, Pungent Stench, Candlemass feat. Messiah Marcolin, Arch Enemy, Bethlehem, Rumble Militia, Kataklysm, 4 Lin, Bazzooka, Behemoth, Business, Cannibal Corpse, Cataract, D.R.I, Devil Inside, Dew-Scented, Distillers, Discipline, Disharmonic Orchestra, Dickies, Dornenreich, Down By Law, Finntroll, Grave, Grave Digger, J.B.O., Haemorrhage, Heaven Shall Burn, Hypocrisy, Immortal, Impaled Nazarene, In Extremo, Sub Zero, Knorkator, Kreator, Lock Up, Loosy, Mad Sin, MDC, Nomeansno, Oomph!, Pro-Pain, Raging Speedhorn, Revolver, Right Direction, Satanic Surfers, Scattergun, Sidkick, Scarhead, Slapshot, Smoke Blow, Strife, Substyle, Subway to Sally, Such a Surge, The Exploited, The Roherhedds, The Spook, Union 13, U.S Bombs, Waterdown, Zimmers Hole, Alec Empire.

- 2003 : Slayer, Soulfly, Type O Negative, Ministry, Sepultura, Sick of It All, Youth of Today, Clawfinger, Six Feet Under, Destruction, Rycker's, Discharge, Anthrax, Messiah, Think About Mutation, Saint Vitus, Madball, Entombed, Overkill, Die Kassierer, KJU, Zyklon, Pyogenesis, Subway to Sally, Napalm Death, Dritte Whal, Caliban, Die Happy, Disharmonic Orchestra, J.B.O., Totenmond, Kill Your Idols, Troopers, Manos, Brightside, Poison Idea, The Generators, Samael, The Darkness, Discipline, Mambo Kurt and the Bossa Babes, Moonspell, Charley's Wall, Cockney Rejects, Doro, Slapshot, Stars 'N Stripes, The Bones, Backfire!, Rawside, Sodom, The Real Mc Kenzies, Hatebreed, My Dying Bride, Roger Miret and the Disasters, Amon Amarth, Born from Pain, The Turbo AC's, The Adicts, Smoke Blow, Macabre, Debris Inc., Raging Speedhorn, Murderdolls, Prong, Stone Sour, Opeth, Most Precious Blood, Xthrowdownx, Enthroned, Die Apokaliptischen Reiter, Eisregen, Crasy White Sean, 1349.

- 2004 : Soulfly, Slipknot, Dimmu Borgir, Monster Magnet, Agnostic Front, Life of Agony, Six Feet Under, Hatebreed, Turbonegro, Fear Factory, Adjudgement, ADK, Atrocity, Born Cool, Blood for Blood, Fireball Ministry, Neck, Crowbar, Caliban, E-Town Concrete, Tape, Beatsteaks, Discharge, Disbelief, I Defy, Heaven Shall Burn, Hanns Martin Slayer, Punishable Act, Lake of Tears, Bonots, Maroon, Mnemic, Mad Sin, Mayhem, Rose Tattoo, Last Resort, Lokalmatadore, Chimaira, Malevolent Creation, Sidekick, Peter Pan Speedrock, Backyard Babies, Soilwork, The Real McKenzies, Street Dogs, The Exploited, Sworn Enemy, Grave Digger, Tiamat, Walls of Jericho, The Bones, Lousy, Peepshows, Benedition, Terror, Hypocrisy, Naglfar, Ektomorf, Breed 77, Exhumed, Missconduct, Ill Niño, Death Angel, Conflict, Born from Pain, Shadows Fall, Dark Tranquillity, Ignite.

- 2005 : Iron Maiden, Slayer, Motörhead, The Helicopters, Obituary, Anthrax, Beatsteaks, Killswitch Engage, In Flames, Sick of It All, Fear My Thoughts, Amulet, Anti Flag, Betzefer, Amen, Barcode, Behemoth, Brightside, Carpathian Forest, Cataract, Crosscut, Dew Scented, Destiny, Die Kassierer, Die Apokaliptischen Reiter, Discipline, Dritte Wahl, Raging Speedhorn, Eläkläiset, Manos, Extreme Noise Terror, Finntroll, Gorgoroth, God Dethroned, Illdisposed, Kataklysm, Knorkattor, Mark Foggor and the Skasters, Maroon, Mastodon, Merauder, Misfits, Murphy's Law, Narziss, She-Male Trouble, Smoke Blow, Nuclear Assault, Pro Pain, Ohl, Red Harvest, Strawn, Strecht Amrstrong, Terror, Such A Surge, Subway to Sally, Superbutt, Unleashed, ZSK, US Bombs, Walls of Jericho, Ektomorf, Harley's War, Haggard, Brainless Wankers.

### 2006–2009
- 2006 : Motörhead, Celtic Frost, In Flames, Soulfly, Sick of It All, Agnostic Front, Clawfinger, Kreator, In Extremo, A.O.K, Amorphis, Arch Enemy, Ignite, Ostkreutz, Liar, Bloodsimple, Deadsoil, Boysetsfire, Bullet for My Valentine, Born from Pain, Crushing Caspars, Die Lokalmatadore, Demented Are Go, Danko Jones, DevilDriver, Die Krupps, Deadline, Do or Die, Obituary, Lumks, Evergreen Terrace, Fire in the Attic, Gorefest, Endstille, Disbelief, Leeway, The Kings of Nuthin', Heaven Shall Burn, Madball, Mambo Kurt and Bossa Babes, Mystic Circle, Napalm Death, Opeth, Dismember, Toxoplasma, Stone Sour, Synthetic Breed, The Anti Doctrine, The Black Dahlia Murder, With Honor, Trivium, Rawside, Volbeat, Raunchy, The Haunted, Soilwork, Graveworm, Shelter, Knuckledust, The Partisans, The Real McKenzies, Dark Fortress, Hundred Reasons, First Blood.

- 2007 : Slayer, Children of Bodom, Cannibal Corpse, Korn, Hatebreed, Sick of It All, Ill Niño, Dropkick Murphys, Brujeria, Murphy's Law, Ektomorf, Amon Amarth, As I Lay Dying, Barcode, Backfire!, The Set Up, Benediction, By Night, Caliban, Chimaira, Crematory, Dagoba, Crushing Caspars, Die Kassierer, Lousy, Earth Crisis, Enter Shikari, Kampfar, Fear My Thoughts, Final Prayer, Manos, Gorilla Monsonn, Knorkator, Maroon, Lamb of God, Zuul FX, Misconduct, Moonsorrow, Naglfar, Onkel Tom Angelripper, Pain, Neville Staple's Specials, Rotten Sound, One Man Army and the Unded Quartet, Peter Pan Speedrock, Pro-Pain, Neaera, Satyricon, Smoke Blow, Walls of Jericho, Sonic Syndicate, Static-X, Strung Out, Sworn Enemy, Swallow the Sun, Terror, The Bones, The Business, Turisas, The Creetins, Unearth, Venerea, Volbeat, Vomitory.

- 2008 : In Flames, Machine Head, Cavalera Conspiracy, Bullet for My Valentine, Avenged Sevenfold, Agnostic Front, 1349, A.O.K, Belphegor, Broilers, Brutal Thruth, Death By Stereo, Caliban, Cataract, Death Before Dishonor, Dark Funeral, Die Apokaliptischen Reiter, Converge, Discipline, Hardcore Superstar, Drone, Enemy of the Sun, Ensiferum, J.B.O., Fall of Serenity, H²O, Heaven Shall Burn, Japanische Kampfhörspiele, Mambo Kurt, Job for a Cowboy, Krisiun, Misery Speaks, Madsin, Madball, Mayhem, Morbid Angel, Moonspell, One Fine Day, Pöbel and Gesocks, Primordial, Psychopunk, Six Feet Under, Ricker's, She Male Trouble, The Turbo AC's, Stuck Mojo, War From A Harlots Mouth, The Destiny Program, Slapshot, Volbeat, Subway to Sally, Lagwagon, Entombed, Meshuggah, The Exploited, Danko Jones, Life of Agony, Tech 9, Milwaukee Wildmen.

- 2009 : Soulfly, Hatebreed, Motörhead, Dimmu Borgir, Amon Amarth, Down, Social Distortion, Carcass, Suicidal Tendencies, Sepultura, All Shall Perish, Asphyx, August Burns Red, Anathema, Architects, Bring Me the Horizon, Crushing Caspars, Backfire, Comeback Kid, Nasty, Calleion, Cro-Mags, The Bouncing Souls, D-A-D, Deadlock, die Kassierer, DevilDriver, Eisregen, Emil Bulls, End of Green, Maroon, Facebreaker, God Forbid, No Turning Back, God Seed, Hackneyed, Legion of the Damned, The Carburators, Make It Count, Mastodon, Helheim, Ignite, Elsterglanz, My Dying Bride, Mucky Pup, Parkway Drive, Nercevell, Myra, Pestilence, Raunchy, Reno Divorce, Scarab, Smoke Blow, Static-X, Stomper 98, Narziss, Terror, The Red Chord, The Sorrow, Vader, Walls Of Jericho, V8WIXXXER, Warbringer.

### 2010–2014
- 2010 : Being as an Ocean, Blackest Dawn, Blessthefall, Callejon, Carach Angren, Der Weg einer Freiheit, Emmure, Grand Supreme Blood Court, Hatebreed, Kataklysm, Milking the Goatmachine, Nile, Obey the Brave, Of Mice and Men, Protest the Hero, Shining, Skindred, Stick to Your Guns, The Black Dahlia Murder, Volbeat, Amon Amarth, Carnifex, Dew‐Scented, Electric Callboy, Emil Bulls, Hundredth, Ignite, Light the Torch, Malignant Tumour, Massendefekt, Nails, Psychopunch, Rise of the Northstar, Rob Zombie, Rogers, The Unguided, Walls of Jericho, We Butter the Bread With Butter, We Came as Romans, Architects, Behemoth, Bring Me the Horizon, Comeback Kid, Death Before Dishonor, Desolated, Dritte Wahl, Finntroll, For the Fallen Dreams, His Statue Falls, Long Distance Calling, Madball, Memphis May Fire, Moonspell, Motörhead, Sepultura, The Dillinger Escape Plan, The Ocean, Twilight of the Gods, Volksmetal.

- 2011 : À compléter
- 2012 : À compléter
- 2013 : À compléter
- 2014 : À compléter

### 2015–2019
- 2015 : 1349, Astroid Boys, Aura Noir, Belphegor, Betraying the Martyrs, Booze and Glory, Carcass, Destrage, Die Kassierer, Enter Shikari, Expire, Fear Factory, Feed the Rhino, Master, Parkway Drive, Pro‐Pain, Rise of the Northstar, Rotten Sound, Suicidal Angels, Terror, Walking Dead on Broadway, Agnostic Front, Deez Nuts, Defeater, Diablo Blvd, Dr.Living Dead!, Electric Callboy, Heart of a Coward, Heaven Shall Burn, Knorkator, Kreator, More Than a Thousand, Nasty, Raised Fist, Red City Radio, Red Fang, Serum 114, Sylosis, Texas in July, Toxpack, Alazka, Any Given Day, Arch Enemy, Born From Pain, Chelsea Grin, Eisbrecher, GWLT, Haudegen, In Flames, Kontrust, Lamb of God, Mantar, Obituary, Sick of It All, Silent Screams, Suicide Silence, The Ruins of Beverast, Upon a Burning Body.

- 2016 : 4 Promille, Crushing Caspars, Deserted Fear, Fit for an Autopsy, Frank Carter and the Rattlesnakes, H₂O, Havok, Inquisition, Norma Jean, Perkele, Six Feet Under, Slayer, Stick to Your Guns, Stray From the Path, The Amity Affliction, The Hirsch Effekt, Turnstile, Vader, Walls of Jericho, Amon Amarth, Annisokay, Behemoth, Breakdown of Sanity, Buster Shuffle, Cadaveres, Cock Sparrer, Cypecore, Drescher, Ektomorf, Fallujah, Goitzsche Front, Hammercult, Hatebreed, Monuments, Rise of the Northstar, Smoke the Sky, Stepfather Fred, Strife, The Browning, Trailer Park Sex, We Butter the Bread With Butter, Anti‐Flag, August Burns Red, Bad Religion, Beartooth, Beyond the Black, Borknagar, Bury Tomorrow, Five Finger Death Punch, Gutalax, John Coffey, Legion of the Damned, Lionheart, Paradise Lost, The Real McKenzies, Thy Art Is Murder, To the Rats and Wolves, Trivium, Varg.

- 2017 : Airbourne, Apocalyptica, Apologies, I Have None, Avatar, Brothers in Arms, Cryptopsy, Dark Funeral, Deez Nuts, Dust Bolt, God Dethroned, Madball, Of Mice and Men, Sepultura, Shining, Soulburn, The Black Dahlia Murder, Toxpack, While She Sleeps, Aborted, Adept, Arise From the Fallen, Bad Omens, Callejon, Carach Angren, D.R.I., Debauchery, Dropkick Murphys, Eïs, Equilibrium, Four Year Strong, In Flames, Knorkator, Kvelertak, Ministry, Napalm Death, Ryker's, Tanzwut, Tenside, Triptykon, Val Sinestra, Walking Dead on Broadway, Architects, Atari Teenage Riot, Bombus, Combichrist, Comeback Kid, Die Kassierer, Elsterglanz, Emil Bulls, Excrementory Grindfuckers, Kreator, Moonsorrow, Morgoth, Motionless in White, Northlane, Obey the Brave, Psychopunch, Rotting Christ, Royal Republic, Silent Descent, Soilwork, Terror, TrollfesT, Wisdom in Chains.

- 2018 : Abbath, Being as an Ocean, Belphegor, Body Count, Bullet for My Valentine, Caliban, Dagoba, DED, Employed to Serve, Entombed A.D., For I Am King, God Dethroned, Kataklysm, Lionheart, Miss May I, Necrophobic, Oceans Ate Alaska, Powerflo, Stick to Your Guns, Stray from the Path, Toxpack, Unleashed, Ze Gran Zeft, 8kids, Astroid Boys, Benediction, Betrayal, Cradle of Filth, Dritte Wahl, Ektomorf, Electric Callboy, First Blood, Hatebreed, Judas Priest, Madball, Marduk, Megaherz, Moscow Death Brigade, Nothing More, Perkele, Psychostick, Septicflesh, Tankard, Tendencia, The Hirsch Effekt, We Butter the Bread With Butter, Wolves in the Throne Room, Apocalyptica, Asking Alexandria, Beatsteaks, Booze and Glory, Dool, Drunken Swallows, Emmure, H₂O, In Sanity, In This Moment, Insanity, Johnny Deathshadow, Knocked Loose, Life of Agony, Mambo Kurt, Manos, Onslaught, Parkway Drive, Pro‐Pain, Rise of the Northstar, Soulfly, Thy Art Is Murder, Vallenfyre.

- 2019: Amenra, Any Given Day, Batushka, Behemoth, Bleeding Through, Cannibal Corpse, Carach Angren, GrooVenoM, Municipal Waste, Napalm Death, Parkway Drive, Polaris, Sick of It All, Sondaschule, The Amity Affliction, To the Rats and Wolves, Ultha, While She Sleeps, Wolfheart, Alcest, Animals as Leaders, Annisokay, Arch Enemy, At the Gates, BillyBio, Bury Tomorrow, Crowbar, Crystal Lake, Harakiri for the Skyn, Infected Rain, Jinjer, Kadavar, Knorkator, Malevolence, Massendefekt, Orange Goblin, Smoke Blow, Terror, Zeal and Ardor, Amorphis, Bad Omens, Beartooth, Drug Church, Flogging Molly, Gutalax, Harm’s Way, Ignite, Lamb of God, Limp Bizkit, Mambo Kurt, Mantar, Our Last Night, Perturbator, Power Trip, TesseracT, The Ocean, Turnstile, Walking Dead on Broadway, Whitechapel.

### 2020–2024
- 2020–2021 : Annulé pour cause de pandémie de Covid-19.

- 2022 : Amaranthe, Any Given Day, Bob Vylan, Boston Manor, Bullet for My Valentine, Comeback Kid, Creeper, Drain, Equilibrium, Gutalax, Infected Rain, Konvent, LANDMVRKS, Neck Deep, One Step Closer, Orbit Culture, Raised Fist, Scowl, Suicide Silence, The Disaster Area, Vein.fm, Wargasm, Zeal and Ardor, Zombiez, Bleed From Within, Dropout Kings, Frog Leap, Gatecreeper, Kvelertak, Malevolence, Oceans, Paleface Swiss (en), SeeYouSpaceCowboy, Soilwork, Swiss + Die Andern, The Ghost Inside, Emil Bulls, Rotting Christ, Beartooth, Anti‐Flag, Blood Youth, Boysetsfire, Counterparts, Crossfaith, Future Palace, Heaven Shall Burn, Holding Absence, Knocked Loose, Portrayal of Guilt, Silverstein, Skynd, Stick to Your Guns, The Rumjacks, Get the Shot, Bury Tomorrow.

- 2023 : Annisokay, Bloodbath, BLUTHUND, Caliban, Celeste, Chelsea Grin, Decapitated, Electric Callboy, Employed to Serve, Jinjer, Mantar, Motionless in White, Nova Twins, Rise of the Northstar, Samouraï Pizza Cats, SpiritWorld, Sylvaine, Terror, Unearth, UnityTX, Vukovi, ZSK, Zulu, Attila, Author and Punisher, Blind Channel, Born of Osiris, Dog Eat Dog, Dÿse, Gaerea, Gojira, Guilt Trip, Hatebreed, Igorrr, Insomnium, Konvent, Kublai Khan TX, Lil Lotus, Lionheart, Milking the Goatmachine, Of Virtue, Paledusk, Petrol Girls, Risk It, Sleep Token, Slope, The Bronx, Vended, While She Sleeps, Avatar, Aviana, END, LANDMVRKS, Meshuggah, Paleface Swiss, Papa Roach, Skindred, Spiritbox, Stray from the Path, Svalbard, The Halo Effect, The Menzingers, The Scratch, Touché Amoré, Wargasm, Ways Away.

- 2024 : Alligatoah, ANGST, Buster Shuffle, Casey, Crypta, Dropout Kings, Fuming Mouth, Halocene, Imminence, Itchy, Lionheart, Malevolence, Pest Control, Sanguisugabogg, Skynd, Simple Plan, DeathbyRomy, Sondaschule, Dark Tranquillity, Architects, Alien Weaponry, Black Gold, Bleed from Within, Dark Funeral, Dogbite, Dying Wish, Fixation, Future Palace, Gel, Harm's Way, Kataklysm, Make Them Suffer, Tenside, The Acacia Strain, Thrown, Until I Wake, Urne, Madball, As Everything Unfolds, Drug Church, Sodom, Kadavar, Bad Religion, Counterparts, Hämatom, Dropkick Murphys, Kanonenfieber, As December Falls, Brand of Sacrifice, Bury Tomorrow, Damona, Elwood Stray, Five Finger Death Punch, Get the Shot, Hexis, Ice Nine Kills, Indecent Behavior, Judiciary, Kochkraft Durch KMA, Resolve, Scowl, Shadow of Intent, Silverstein, Speed, Team Scheisse, Zeal and Ardor, Zombiez, The Butcher Sisters, Holding Absence, Frank Carter and the Rattlesnakes, Boston Manor, Health.